# Laughing Colors
Laughing Colors es una banda de rock indie proveniente de Washington D. C..

## Breve historia
Cuando la formación actual de Laughing Colors, se reunió en Baltimore, el cuarteto de rock dijo que sólo quería hacer de su música su vida. LLevan vendidos 50.000 CD.

## Curiosidades
La canción "War on Drugs", incluida en el álbum en vivo eleven/fifteen (1997), ha sido frecuentemente mal atribuida a Guns N' Roses con el nombre "Sex, drugs and rock & roll" por su coro: "whatever happened to sex drugs and rock & roll? Now we just have aids, crack and techno." (en español: ¿Qué pasó con el sexo, drogas y rock & roll? Ahora sólo tenemos el SIDA, crack y techno,").

## Miembros
- Dave Tieff (Voz, Guitarra rítmica)
- Will Dorsey, Jr. (Batería)
- Dan Welsh (Bajo)
- Corey Hall (Guitarra eléctrica y coros)

## Discografía

### Discos de estudio
- Laughing Colors (1993)
- What's So Funny? (1994)
- Depth (1995)
- The Pattern Seed (1998)
- Nothing But Sky (2001)
- The Blink of an Ideal World (2004)

### Discos en vivo
- eleven/fifteen (1997)
- The Night Electric Died (2000)
- Keep the Shining Ones (2005)

## Videografía
- 10,000 Miles
- Big One, Small One
- Mushroom
- Roll Into the Light